# Kemplich
Kemplich település Franciaországban, Moselle megyében. Lakosainak száma 177 fő (2022. január 1.). Kemplich Dalstein, Hombourg-Budange, Klang, Menskirch, Monneren, Saint-François-Lacroix és Veckring községekkel határos.

## Népesség
A település népességének változása:
| Lakosok száma | 185  | 159  | 137  | 147  | 163  | 165  | 168  | 170  | 172  | 177  |
|               | 1968 | 1982 | 1990 | 2006 | 2013 | 2015 | 2017 | 2019 | 2020 | 2022 |